# Schlüssel (Wuppertal)
Die Ortslage Schlüssel im Wohnquartier Westring im Wuppertaler Stadtbezirk Vohwinkel geht auf eine alte Ortsbezeichnung zurück. Die Herkunft des Namens ist nicht bekannt.

## Lage
Der Ort liegt am südlichen Hang der Vohwinkeler Senke.
Benachbarte Ortslagen sind: Bracken, Bies, Dasnöckel, Engelshöhe, Freudenberg, Görtscheid, Kirschsiepen, Kluse, Roßkamp, Halbenberg und Simonshaus.

## Geschichte
Schlüssel, eine Hofschaft, gehörte bis zu Beginn des 19. Jahrhunderts zur Oberste Honschaft Haan im bergischen Amt Solingen. Die Hofanlage gehörte zum Kirchspiel Haan und kam 1894 nach Vohwinkel, das 1929 mit Elberfeld und Barmen zu Wuppertal vereinigt wurde.
In dem Kartenwerk Topographia Ducatus Montani des Erich Philipp Ploennies aus dem Jahre 1715 ist der Ort mit dem Namen ‚Schleutel‘ eingezeichnet. Schlüssel lag an einem Weg, der auf einer Karte von 1824 (von Poysa) eingezeichnet ist, der nach Norden die Vohwinkeler Senke, von der Höhenstraße, die heute den Namen Höhe trägt, hinab nach Görtscheid führte. Der Ort ist damals als ‚a. Schlußel‘ beschriftet, auch eine Namensnennung mit Schlüßel wird erwähnt. Ab Mitte des 19. Jahrhunderts ändert sich Namensnennung auf ‚Schlüssel‘ (ab der Karte von 1843).
1961/62 wurde das Gut Schlüssel im ersten Bauabschnitt im Auftrag der Siedlergemeinschaft „Gut Schlüssel“ durch den Architekten Karl Schneider mit 34 Eigenheimen als Einzelhaus, Zweier- oder Dreierblock hangabwärts überbaut. Das Gebiet um die Ortslage wurde durch den Bau der Bundesstraße 326 (heute Bundesautobahn 46) in zwei Teile gespalten. Der zweite Bauabschnitt der Siedlergemeinschaft wurde im oberen Bereich, südlich der Autobahn in der zweiten Hälfte der 1960er erstellt. Ebenfalls wurde 1961/62 im nördlichen Teil im Auftrag der Siedlergemeinschaft „Familienhilfe“ durch den Architekten Bruno Trachte 18 Zweifamilienhäuser erstellt.
Historische Bausubstanz ist nicht erhalten.

## Die heutige Straße
Nach dieser Ortslage ist zwischen 1925 und 1928 die damalige Erschließungsstraße zum Gut mit Schlüssel benannt. Sie führt heute mit einem geänderten Verlauf von der Straße Westring bis zur Ittertaler Straße durch die Siedlung.